# Agnès Callamard

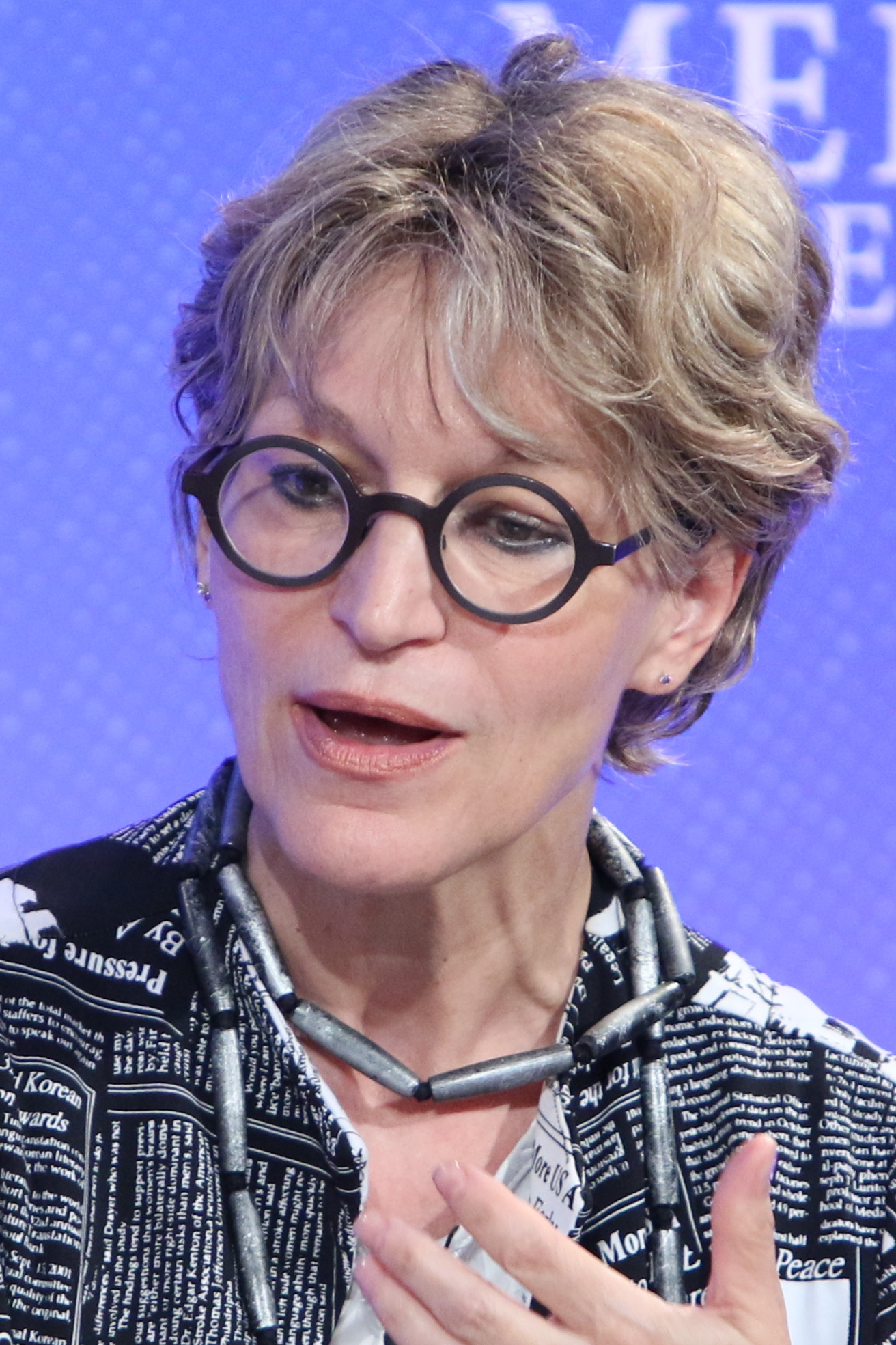
Agnès Callamard, 2019

Agnès S. Callamard (geboren am 14. März 1963 in Grenoble) ist eine französische Menschenrechtsexpertin. Seit 2013 leitet sie als Direktorin das Projekt Global Freedom of Expression an der Columbia University in New York City. Von 2016 bis 2021 war sie auch Sonderberichterstatterin für außergerichtliche, standrechtliche oder willkürliche Hinrichtungen im Amt des Hohen Kommissars der Vereinten Nationen für Menschenrechte. Seit Ende März 2021 ist sie Generalsekretärin in der Londoner Zentrale von Amnesty International.

## Leben und Werk
Agnès Callamard graduierte 1985 am Institut d’études politiques de Grenoble und erwarb einen Master in International and African Studies an der Howard University in Washington, D.C. Sie wurde in Politikwissenschaften an der New School for Social Research in New York promoviert. Von 1995 bis 2001 war sie Kabinettsdirektorin des Generalsekretärs von Amnesty International und leitete als Koordinatorin für Forschungspolitik die Arbeit von Amnesty im Bereich der Frauenrechte. Im Jahr 2001 gründete sie HAP International (Humanitarian Accountability Partnership), eine Organisation, die sie bis 2004 leitete. Es handelte sich um die erste internationale Selbstregulierungsbehörde für humanitäre Organisationen, die sich für die Stärkung der Rechenschaftspflicht gegenüber von Katastrophen betroffenen Bevölkerungsgruppen einsetzt. Callamard leitete Feldversuche in Afghanistan, Kambodscha und Sierra Leone. Von 2004 bis 2013 war Callamard Executive Director von Article 19, einer britischen Menschenrechtsorganisation für das Recht auf freie Meinungsäußerung.
Sie gilt als Expertin in Menschenrechtsfragen, insbesondere in den Bereichen freie Meinungsäußerung, Geschlechtersensibilität und extralegale Hinrichtungen. Sie führte in Afrika, Asien und im Nahen Osten Menschenrechtsuntersuchungen durch. Ihre Publikationsliste umfasst auch Beiträge zu Frauenrechten, zu Flüchtlingsbewegungen und globaler Verantwortlichkeit.
Sie arbeitete im Bereich der internationalen Flüchtlingsbewegungen mit dem Centre for Refugee Studies in Toronto zusammen. Seit November 2013 ist Callamard Direktorin des Global-Freedom-of-Expression-Projekts der Columbia University in New York City.
Von 2016 bis 2021 war sie – als Nachfolgerin des Südafrikaners Christof Heyns – Sonderberichterstatterin der Vereinten Nationen für Hinrichtungen. Nach dem Mord an dem saudi-arabischen Journalisten Jamal Khashoggi im Konsulat seines Heimatlandes in Istanbul begann Callamard mit Untersuchungen dazu in der Türkei. Callamard initiierte die Untersuchung und präsentierte den Bericht im Juni 2019 zum Khashoggi-Mord und erklärte darin „glaubhafte Hinweise“ für eine mögliche persönliche Verantwortung des saudischen Kronprinzen Mohammed bin Salman für die Ermordung Khashoggis. Sie empfahl eine Untersuchung gegen Kronprinz Salman.
Callamard warnte vor einer Auslieferung des australischen WikiLeaks-Gründers Julian Assange an die USA, die eine „ernsthafte Bedrohung für ihn persönlich und für unsere Freiheit darstellt, die wir normalerweise hochhalten, so wie die Pressefreiheit, Meinungsfreiheit und Informationsfreiheit“.
Nach einem Bericht über die Kampftaktik der ukrainischen Truppen im Krieg Russlands gegen die Ukraine vom 4. August 2022 geriet Callamard in die Kritik. Die Kritik richtet sich vor allem gegen die verantwortliche Autorin Donatella Rovera, aber auch gegen Callamard, vor allem wegen ihrer Verteidigung des Berichts. Die ukrainische Regierung hat den Bericht als einseitig kritisiert. Die Leiterin von Amnesty International Ukraine, Oksana Pokaltschuk, trat nach Veröffentlichung des Berichts zurück, vor allem weil die ukrainische Organisation nicht in die Vorbereitung eingebunden gewesen sei, aber auch wegen des Inhalts des Berichts. Der Co-Gründer von Amnesty International Schweden, Per Wästberg, trat wegen des Berichts ebenfalls zurück. Am 11. August 2022 wurde eine Unterschriftensammlung gestartet, die den Rücktritt Callamards verlangt. Die deutsche Sektion von Amnesty International bat in einer Veröffentlichung vom 12. August 2022 um Entschuldigung für Fehler im Bericht. Eine von Amnesty International danach mit der Prüfung beauftragte Expertengruppe beanstandete in ihrem Bericht vom Februar 2023 schwere inhaltliche Fehler in der Pressemitteilung vom 4. August 2022, die auch in einer abgeschwächten öffentlich zugänglichen Fassung vom April 2023 noch erkennbar werden. Die Pressemitteilung sei zweideutig, ungenau und teilweise rechtlich fraglich gewesen. Insbesondere der einleitende Absatz sei irreführend. Die Expertengruppe bestand aus Emanuela-Chiara Gillard (University of Oxford), Kevin Jon Heller (Universität Kopenhagen), Eric Talbot Jensen (Brigham Young University), Marko Milanovic (University of Reading) und Marco Sassòli (Universität Genf).

## Publikationen (Auswahl)
- mit Aristide R. Zolberg: The École Libre at the New School, 1941–1946. In: Social Research. Band 65, Nr. 4, 1998, S. 921–951.
- NGO Accountability and the Humanitarian Accountability Partnership, in: Lisa Jordan, Peter van Tuijl (Hrsg.): NGO Accountability: Politics, Principles and Innovations, Earthscan, London 2006, ISBN 978-1-84407-367-2
- Protect the believers, not the belief. In: The Guardian (London), 18. März 2009
- Monitoring and Investigating Torture, Cruel, Inhuman or Degrading Treatment, and Prison Conditions, Amnesty International Dutch Section; Codesria (2000), Dakar: Council for the Development of Social Science Research in Africa. ISBN 978-2-86978-088-0
- „Comity for Internet? Recent Court Decisions on the Right to be De-indexed“. in: The National Law Review, 12. August 2015
- „Are courts re-inventing Internet regulation?“, in: International Review of Law, Computers & Technology: 1–17, 23. März 2017

## Mitgliedschaften
Im März 2022 wurde sie von der Académie royale des Sciences, des Lettres et des Beaux-Arts de Belgique als assoziiertes Mitglied aufgenommen.